# Lycosa caenosa
Lycosa caenosa är en spindelart som beskrevs av William Joseph Rainbow 1899. Lycosa caenosa ingår i släktet Lycosa och familjen vargspindlar. Inga underarter finns listade i Catalogue of Life.